# 圓形彎鮃
圓形彎鮃為輻鰭魚綱鰈形目鰈亞目牙鮃科的其中一種，為熱帶海水魚，分布於中西大西洋南美洲北部海域，棲息深度70-260公尺，體長可達25公分，棲息在沙泥底質的大陸棚，生活習性不明，可作為食用魚。

## 扩展阅读
維基物種上的相關：圓形彎鮃